# Niebrzegów
Niebrzegów – wieś w Polsce położona w województwie lubelskim, w powiecie puławskim, w gminie Puławy.
Z sąsiednim przysiółkiem Obłapy, położonym na wschód od wsi nad Wieprzem, za zakolem rzeki, tworzy sołectwo.
Wieś szlachecka położona była w drugiej połowie XVI wieku w powiecie lubelskim województwa lubelskiego. 
W latach 1975–1998 miejscowość należała administracyjnie do ówczesnego województwa lubelskiego.
Wieś stanowi sołectwo gminy Puławy. Według Narodowego Spisu Powszechnego z roku 2011 wieś liczyła 219 mieszkańców.